# Diacronía
Diacronía se opone a sincronía, dimensión que permite observar cualquier fenómeno –por ejemplo cultural, como es lo lingüístico– tal como es en un momento dado de su evolución. Así se entendería dicha oposición entre sincronía (que estudia múltiples hechos ocurriendo a un mismo tiempo) y diacronía (que estudia un mismo hecho a lo largo del tiempo).
Aunque válida en todas las escuelas teóricas y en todas las disciplinas científicas la distinción diacronía y sincronía se hace a partir del Curso de lingüística general de Ferdinand de Saussure, tal dialéctica  binomial ha sido tomada especialmente por la escuela estructuralista.

## En lingüística
En lingüística, el término diacronía se refiere al estudio de la lengua a lo largo de su evolución, es decir, históricamente, investigando los diversos cambios lingüísticos del idioma desde su origen hasta el momento actual.
Así, la lingüística diacrónica del español (tradicionalmente llamada gramática histórica del español) se ocupa entre otras cosas de la reconstrucción del proto-castellano, del castellano antiguo, de cambios fonológicos importantes como el reajuste de las sibilantes del idioma español (que alejaron a la lengua de otras lenguas romances de la Península ibérica como el portugués o el catalán), y de cambios sucesivos que han dado lugar a las diferentes variedades de español tal como son hoy en día.

## En antropología e historia
En antropología, el término diacronía fue adoptado por la corriente estructuralista francesa. Claude Lévi-Strauss había conocido la obra del lingüista suizo Ferdinand de Saussure, creador de la díada teórica diacronía-sincronía. De ahí la retomó aproximadamente con el mismo sentido que se usa en lingüística.
En historiografía, la perspectiva diacrónica es la más habitual, la que presenta la evolución de los hechos o procesos históricos a lo largo del tiempo histórico (véase historiografía).